# 美國共和黨 (1844年)
美国共和党（American Republican Party）是一个较小的本土主义政治组织，于1843年6月在纽约建立，它的政治目标是反对移民成為选民與公务员。1844年，美国共和党在纽约和费城赢得地方政府选举，之后便迅速扩大，在1845年就已经能够召开全国代表大会。这次全国代表大会决定把组织名字改为“本土美国人党”，并启动一个立法程序，以建立入籍制度和其他涉及面广的移民政策改革。其中，这个入籍制度需要移民居住美国的时间至少达到21年。由于强迫国会为他们实现目的的行动失败，加上在美墨战争爆发之前，美国在墨西哥人问题上利益日益增长，该党迅速消亡。